# Langå
Langå – miasto w środkowej Danii, położone w gminie Randers, w Jutlandii (w regionie Jutlandia Środkowa). Miasto liczy 2864 mieszkańców (2012).
Langå to osada kolejowa − miasto powstało wokół stacji kolei żelaznej. Stacja została założona w roku 1862 w odległości około kilometra od ówcześnie istniejącej tam wsi. W XIX wieku rozwijające się miasto wchłonęło wieś. Przechodząca przez miejscowość linia kolejowa łączy Århus i Randers. Znajduje się tutaj też odbicie do linii kolejowej Viborg-Skive-Struer.
Do atrakcji miasteczka należy najstarszy duński most z żelbetu (1905). Most Amtmand Hoppes Bro położony jest na rzece Gudenå.
W Langå znajduje się też jeden z niewielu zachowanych w Danii dębowych lasów pastewnych - Langå Egeskov.